# سیارک ۸۵۲۷
سیارک ۸۵۲۷ (به انگلیسی: 8527 Katayama، نامگذاری:1992SV12) هشت هزار و پانصد و بیست و هفتمین سیارک کشف شده‌است که در ۲۸ سپتامبر ۱۹۹۲ کشف شد.
قدر مطلق سیارک برابر ۱۴٫۲۰ است.